# Olívia Torres
Olívia Torres (São José do Rio Preto, 6 de junho de 1994) é uma atriz brasileira.

## Biografia
Olívia nasceu em São José do Rio Preto mas foi criada no Rio de Janeiro. Filha de um produtor de teatro e da atriz Sofia Torres, iniciou sua carreira artística ainda criança.
Em 23 de janeiro de 2020 assumiu sua homossexualidade em seu perfil no Instagram. Discreta em relação à vida amorosa, a atriz atualmente namora a artista visual Camila Maluny.

## Carreira
Após fazer pequenas participações na teledramaturgia da Rede Globo, como no seriado Hoje É Dia de Maria, Olivia conseguiu seu primeiro papel de destaque no seriado Malhação, em sua décima-sétima temporada, interpretando a personagem Rita.
Sua estreia no cinema foi no longa Desenrola, em 2010 em seguida atuou no filmes Somos tão Jovens e Confissões de Adolescente - O Filme Participou, ainda na televisão das telenovelas Amor Eterno Amor, Saramandaia e O Rebu, e da série As Canalhas. Em 2015 passou a interpretar a personagem Débora, de Totalmente Demais. Em 2017 viveu a sofrida Teresa, um dos papéis principais da novela Tempo de Amar.
Desde 2013, faz parte da companhia de teatro Plano Coletivo.
Em 2019, atuou no curta-metragem Chiclete com direção de Philippe Noguchi. 
Em 2022, gravou o filme Casa no Campo com direção de Davi Pretto. Estrelou o curta-metragem Isso Sempre Acontece com direção de Lara Koer. Atuou no filme Meu Álbum de Amores com direção de Rafael Gomes.
No final do ano, integra o curta-metragem Jantar Pra Seis, escrito pela rio-pretense Isabela Lisboa.

## Filmografia

### Televisão
| Ano  | Título                      | Personagem                    | Nota                              |
| ---- | --------------------------- | ----------------------------- | --------------------------------- |
| 2004 | Começar de Novo             | Marcinha                      |                                   |
| 2005 | Hoje é Dia de Maria         | Eleida, Menina Carvoeira      | Episódio: "No País do Sol a Pino" |
| 2009 | Malhação ID                 | Rita Silveira                 | Temporada 17                      |
| 2012 | Amor Eterno Amor            | Maria Gabriela Allende (Gabi) |                                   |
| 2013 | As Canalhas                 | Verinha                       | Episódio: "Amélia"                |
| 2013 | Saramandaia                 | Candinha Rosado (jovem)       |                                   |
| 2014 | O Rebu                      | Valentina Rezende             |                                   |
| 2015 | Totalmente Demais           | Débora Matoso                 |                                   |
| 2016 | Totalmente Sem Noção Demais | Débora Matoso                 |                                   |
| 2017 | Sob Pressão                 | Roberta                       | Episódio: "12 de setembro"        |
| 2017 | Tempo de Amar               | Tereza Leitão                 |                                   |
| 2023 | Rio Connection              | Tuca                          |                                   |

### Cinema
| Ano  | Título                              | Personagem                             | Nota           |
| ---- | ----------------------------------- | -------------------------------------- | -------------- |
| 2011 | Desenrola                           | Priscila                               |                |
| 2013 | Somos tão Jovens                    | Gabriela                               |                |
| 2014 | Confissões de Adolescente - O Filme | Juliana                                |                |
| 2015 | Meus Dois Amores                    | Noiva                                  |                |
| 2016 | Aurora                              | Aurora                                 |                |
| 2018 | A Jornada de Maria                  | Maria (jovem)                          | Curta-metragem |
| 2019 | Chiclete                            | Caixa                                  | Curta-metragem |
| 2022 | Meu Álbum de Amores                 | Dra. Fabiana Sá                        |                |
| 2022 | Isso Sempre Acontece                | Ana                                    | Curta-metragem |
| 2023 | Casa no Campo                       | Amanda                                 |                |
| 2023 | Jantar Para Seis                    | Lívia                                  | Curta-metragem |
| 2024 | Depois do Fim                       | Ana                                    | Curta-metragem |
| 2024 | Continente                          | Amanda                                 |                |
| 2024 | Ainda Estou Aqui                    | Maria Beatriz Facciolla Paiva (adulta) |                |

### Videoclipe
| Ano  | Música     | Artista               |
| ---- | ---------- | --------------------- |
| 2018 | "Estrondo" | Plutão Já Foi Planeta |

## Teatro
| Ano  | Título                                | Personagem  |
| ---- | ------------------------------------- | ----------- |
| 2008 | O Jardim do Rei                       | Criada      |
| 2013 | O Rouxinol e o Imperador              | Menina      |
| 2014 | Cachorro Quente                       | Carina      |
| 2015 | Bilac Vê Estrelas                     | Freira      |
| 2018 | Além do que os nossos Olhos Registram | Sofia       |
| 2019 | Lazarus                               | Adolescente |

## Discografia

#### Trilhas sonoras
| Ano  | Canção                                                       | Álbum     |
| ---- | ------------------------------------------------------------ | --------- |
| 2010 | "Muito Pra Você" (com o grupo The Licias)                    | Malhação  |
| 2010 | "Mais Uma de Amor (Geme Geme)" (com o grupo The Licias)      | Malhação  |
| 2010 | "The Licias" (com o grupo The Licias)                        | Malhação  |
| 2010 | "Livres Independente Futebol Clube" (com o grupo The Licias) | Malhação  |
| 2011 | "Será Possível"                                              | Desenrola |

## Prêmios e indicações
| Ano  | Prêmio                           | Categoria      | Trabalho             | Resultado |
| ---- | -------------------------------- | -------------- | -------------------- | --------- |
| 2010 | Festival Paulínia de Cinema      | Melhor Atriz   | Desenrola            | Indicada  |
| 2011 | Brazilian Film Festival of Miami | Melhor Atriz   | Desenrola            | Venceu    |
| 2011 | Meus Prêmios Nick                | Atriz Favorita | Desenrola            | Indicada  |
| 2022 | Festival FantasNóia              | Melhor Atriz   | Isso Sempre Acontece | Indicada  |